# Церква дванадцяти апостолів (Судак)
Церква Дванадцяти апостолів — пам'ятка архітектури, що входить в комплекс середньовічної фортеці у Судаку.
Храм Дванадцяти апостолів розташовується біля основи гори Палвані-Оба, поруч з вежею Астрагвера (інша її назва — Портова вежа). Храм, побудований у Візантійському стилі, відносять до Середньовіччя (XIII—XV ст.) вірменськими зодчими для грецької громади середньовічного Судака.
Храм схожий на традиційну, невеликого розміру візантійську каплицю. Він стоїть на прямокутному фундаменті, має апсиду з п'ятьма гранями і три вікна: зі східної, західної та південної сторони. Вхід у храм розташований з заходу.
До другої половини XIX століття на одній зі стін церкви була помітна стародавня фреска, що зображає Ісуса Христа і дванадцять апостолів на Тайній вечері (звідси і сучасна назва храму). Фреска не збереглася.
У 1987–1988 рр. в церкві були проведені ремонтно-реставраційні роботи, а в 2009 році зроблена спроба відтворення втрачених фресок. Як результат, на стінах храму з'явилася стилізація під древній фресковий розпис на тему Святої Євхаристії.